# Кубок Мітропи 1936
Кубок Мітропи 1936 — десятий розіграш Кубка Мітропи. У ньому брали участь команди з Австрії, Угорщини, Італії і Чехословаччини, а також уперше з Швейцарії. Усі чотири швейцарських представники вибули зі змагань у першому ж кваліфікаційному раунді, де зустрічались з четвертими командами інших країн. 
Переможцем змагань вдруге у своїй історії став клуб «Аустрія» (Відень), котрий у фіналі переграв празьку «Спарту» з загальним рахунком 1:0.

## Квалифікаційний раунд
| Команда 1        | Заг. | Команда 2        | 1-й матч | 2-й матч |
| ---------------- | ---- | ---------------- | -------- | -------- |
| Аустрія (Відень) | 4:2  | Грассгоппер      | 3:1      | 1:1      |
| Жиденіце         | 6:2  | Лозанна          | 5:0      | 1:2      |
| Берн             | 2:11 | Торіно           | 1:4      | 1:7      |
| Янг Фелловз      | 2:9  | Фебуш (Будапешт) | 0:3      | 2:6      |

### Перші матчі
| перший раунд 7 червня 1936 | Аустрія (Відень)                    | 3:1        | Грассгоппер | Відень                                                    |  |
| 17:30 CET | Сінделар 6' Єрусалем 38' Ріглер 62' | (протокол) | Біккель 90' | Стадіон: Пратерштадіон Глядачі: 7500 Суддя: Бруно Пфюцнер |  |
| Аустрія: Ганс Ковар, Вільгельм Копетко, Вальтер Науш, Карл Адамек, Ганс Мок, Карл Галль, Франц Ріглер, Йозеф Штро, Маттіас Сінделар, Камілло Єрусалем, Рудольф Фіртль, тренери: Вальтер Науш Грассгоппер: Віллі Мер, Северіно Мінеллі, Вальтер Вайлер, Сігмунн Гуттормсен, Сіріо Вернаті, Оскар Раух, Альфред Біккель, Різвельйо Ваккані, Фріц Вагнер, Макс Абегглен, Гайнріх Вітавскі, тренер: Карл Раппан |                                     |            |             |                                                           |  |

| перший раунд 7 червня 1936 | Жиденіце                                    | 5:0 | Лозанна | Брно                                                          |  |
| | Пруша 10' 80' Непала 17' Штерц 47' Гесс 70' |     |         | Стадіон: На Рибничку Глядачі: 15 000 Суддя: Ганс Франкенштайн |  |
| Жиденіце: Карел Буркерт, Йозеф Недер, Карел Черний, Йозеф Смолька, Штефан Поспихал, Франтішек Новак, Франтішек Штерц, Карел Непала, Вацлав Пруша, Карел Гесс, Олдржих Рульц, тренер: Антонін Царван Лозанна: Франк Сешеай, Август Леманн, Ганс Штальдер, Адольфо Спіллер, Роберт Вайллер, Жан Біксель, Адольф Штельцер, Лозан Коцев, Віллі Єггі, Жак Спаньйолі, Жан-П'єр Роша, тренер Альвін Рімке |                                             |     |         |                                                               |  |

| перший раунд 7 червня 1936 | Берн         | 1:4        | Торіно                               | Берн                                                 |  |
| 17:00 CET | Біллетер 62' | (протокол) | Бальді 5' Галлі 35' 73' Бускалья 89' | Стадіон: Нойфельд Глядачі: 5000 Суддя: Міхай Іванчич |  |
| Берн: Ернст Тройберг, Отто Генні, Вілльям Баумгартнер, Ганс Людер, Джиммі Таунлі, Отто Колер, Альфонс Вебер, Енгельберт Беш, Леопольд Кільгольц, Карло Пінтер, Лео-Пауль Біллетер, тренер: Робер Паш Торіно: Джузеппе Майна, Луїджі Брунелла, Освальдо Ферріні, Філіппо Прато, Федеріко Аллазіо, Чезаре Галлеа, Маріо Бо, Фіораванте Бальді, Ремо Галлі, П'єтро Бускалья, Онесто Сілано, тренер: Тоні Карньєллі |              |            |                                      |                                                      |  |

| перший раунд 7 червня 1936 | Янг Фелловз | 0:3        | Фебуш                        | Цюрих                                                    |  |
| |             | (протокол) | Бекі 21' Шольті 48' Сабо 80' | Стадіон: Гардтурм Глядачі: 5500 Суддя: Раффаеле Скорцоні |  |
| Янг Фелловз: Густав Шлегель, Еміль Купфер, Ганс Ніффелер, Макс Нольдін, Антоніо Чізері, Робер Каес, Ойген Дібольд, Едуард Мюллер, Алессандро Фріджеріо, Густав Тегель, Жозеф Боссі, тренер: Йожеф Вінклер Фебуш: Дьюла Чікош, Гергей Вебер, Єне Фекете, Ференц Боршаньї, Шандор Медьєрі, Йожеф Петер, Берталан Бекі, Єне Сікар, Йожеф Шольті, Андраш Тураї, Габор Сабо, тренер: Лайош Баняї |             |            |                              |                                                          |  |

### Матчі-відповіді
| перший раунд 14 червня 1936 | Грассгоппер | 1:1        | Аустрія (Відень) | Цюрих                                                  |  |
| | Фогель 14'  | (протокол) | Штро 78'         | Стадіон: Гардтурм Глядачі: 7000 Суддя: Паль фон Герцка |  |
| Грассгоппер: Віллі Мер, Северіно Мінеллі, Вальтер Вайлер, Сігмунн Гуттормсен, Сіріо Вернаті, Оскар Раух, Альфред Біккель, Гайнріх Вітавскі, Фріц Вагнер, Макс Абегглен, Макс Фогель, тренер: Карл Раппан Аустрія: Рудольф Церер, Вільгельм Копетко, Карл Сеста, Карл Адамек, Ганс Мок, Карл Галль, Франц Ріглер, Йозеф Штро, Маттіас Сінделар, Камілло Єрусалем, Рудольф Фіртль, тренери: Вальтер Науш |             |            |                  |                                                        |  |

| перший раунд 14 червня 1936 | Лозанна            | 2:1 | Жиденіце   | Лозанна                                                                 |  |
| | Коцев 15' Єггі 70' |     | Непала 65' | Стадіон: Стад Олімпік де ля Понтез Глядачі: 6000 Суддя: Джузеппе Скарпі |  |
| Лозанна: Франк Сешеай, Август Леманн, Ганс Штальдер, Адольфо Спіллер, Роберт Вайллер, Жан Біксель, Адольф Штельцер, Лозан Коцев, Віллі Єггі, Жак Спаньйолі, Жан-П'єр Роша, тренер Альвін Рімке Жиденіце: Карел Буркерт, Йозеф Недер, Карел Черний, Йозеф Смолька, Штефан Поспихал, Франтішек Новак, Франтішек Штерц, Карел Непала, Вацлав Пруша, Карел Гесс, Олдржих Рульц, тренер: Антонін Царван |                    |     |            |                                                                         |  |

| перший раунд 14 червня 1936 | Торіно                                                      | 7:1        | Берн               | Турин                                                    |  |
| 17:00 CET | Бо 13' Бускалья 25' 84' Галлі 64' Бальді 69' 76' Сілано 88' | (протокол) | Брунелла 59' (аг.) | Стадіон: Філадельфія Глядачі: 10 000 Суддя: А. Розенберг |  |
| Торіно: Джузеппе Майна, Луїджі Брунелла, Освальдо Ферріні, Філіппо Прато, Антоніо Янні, Чезаре Галлеа, Маріо Бо, Фіораванте Бальді, Ремо Галлі, П'єтро Бускалья, Онесто Сілано, тренер: Тоні Карньєллі Берн: Ернст Тройберг, Отто Генні, Вілльям Баумгартнер, Ганс Людер, Джиммі Таунлі, Отто Колер, Альфонс Вебер, Лео-Пауль Біллетер, Карло Пінтер, Енгельберт Беш, Сісто Каваллі, тренер: Робер Паш |                                                             |            |                    |                                                          |  |

| перший раунд 14 червня 1936 | Фебуш                                                 | 6:2        | Янг Фелловз              | Будапешт                                                 |  |
| | Тураї 20' 82' Шольті 67' (пен.) 80' Сабо 77' Беки 81' | (протокол) | Тегель 75' Фріджеріо 85' | Стадіон: Берліні утцаї пая Глядачі: 4000 Суддя: Ян Бізик |  |
| Фебуш: Дьюла Чікош, Гергей Вебер, Єне Фекете, Ференц Боршаньї, Шандор Медьєрі, Йожеф Петер, Берталан Бекі, Єне Сікар, Йожеф Шольті, Андраш Тураї, Габор Сабо, тренер: Лайош Баняї Янг Фелловз: Густав Шлегель, Георг Відмер, Ганс Ніффелер, Едуард Мюллер, Антоніо Чізері, Робер Каес, Ойген Дібольд, Саккані, Алессандро Фріджеріо, Густав Тегель, Жозеф Боссі, тренер: Йожеф Вінклер |                                                       |            |                          |                                                          |  |

## 1/8 фіналу
| Команда 1       | Заг. | Команда 2        | 1-й матч | 2-й матч |
| --------------- | ---- | ---------------- | -------- | -------- |
| Спарта (Прага)  | 7:6  | Фебуш (Будапешт) | 5:2      | 2:4      |
| Хунгарія        | 1:7  | Ферст (Відень)   | 0:2      | 1:5      |
| Ференцварош     | 5:6  | Славія (Прага)   | 5:2      | 0:4      |
| Торіно          | 2:5  | Уйпешт           | 2:0      | 0:5      |
| Адміра (Відень) | 3:6  | Простейов        | 0:4      | 3:2      |
| Рапід (Відень)  | 4:6  | Рома             | 3:1      | 1:5      |
| Болонья         | 2:5  | Аустрія (Відень) | 2:1      | 0:4      |
| Жиденіце        | 3:11 | Амброзіана-Інтер | 2:3      | 1:8      |

### Перші матчі
| 1/8 фіналу 20 червня 1936 | Хунгарія | 0:2        | Ферст Вієнна  | Будапешт                                                      |  |
| |          | (протокол) | Ердль 55' 86' | Стадіон: «Хунгарія Керут» Глядачі: 7500 Суддя: Августин Кріст |  |
| Хунгарія: Анталь Сабо, Карой Кіш, Шандор Біро, Густав Шебеш, Йожеф Турай, Янош Дудаш, Ференц Шаш, Гайнріх Мюллер, Іштван Кардош, Ласло Чех, Паль Тіткош, тренер: Імре Шенкей Вієнна: Віктор Гавлічек, Карл Райнер, Віллібальд Шмаус, Отто Каллер, Леопольд Гофманн, Леонард Маху, Йозеф Мольцер, Фрідріх Гшвайдль, Ріхард Фішер, Густав Поллак, Франц Ердль, тренер: Фрідріх Гшвайдль |          |            |               |                                                               |  |

| 1/8 фіналу 20 червня 1936 | Спарта (Прага)                                          | 5:2        | Фебуш              | Прага                                                   |  |
| | Неєдлий 3' 52' Заїчек 34' (пен.) Фацінек 49' Боучек 83' | (протокол) | Сабо 17' Тураї 44' | Стадіон: Летна Глядачі: 18 000 Суддя: Ганс Франкенштайн |  |
| Спарта: Богумил Кленовець, Ярослав Бургр, Йозеф Чтиржокий, Йозеф Коштялек, Ярослав Боучек, Еріх Србек, Фердинанд Фацінек, Йозеф Седлачек, Олдржих Заїчек, Олдржих Неєдлий, Геза Калочаї, тренер: Франтішек Седлачек Фебуш: Дьюла Чікош, Гергей Вебер, Єне Фекете, Ференц Боршаньї, Шандор Медьєрі, Йожеф Петер, Берталан Бекі, Єне Сікар, Йожеф Шольті, Андраш Тураї, Габор Сабо, тренер: Лайош Баняї |                                                         |            |                    |                                                         |  |

| 1/8 фіналу 21 червня 1936 | Ференцварош                            | 5:2        | Славія (Прага)       | Будапешт                                                    |  |
| | Танкош 5' Шароші 6' 32' 35' 83' (пен.) | (протокол) | Брадач 10' Горак 54' | Стадіон: Іллеї ут Глядачі: 12 000 Суддя: Ріналдо Барлассіна |  |
| Ференцварош: Йожеф Хада, Лайош Кораньї, Ласло Папп, Бела Поша, Дьюла Польгар, Дьюла Лазар, Міхай Танкош, Дьюла Кішш, Дьордь Шароші, Геза Тольді, Тібор Кемень, тренер: Золтан Блум Славія: Франтішек Планічка, Адольф Фіала, Фердинанд Даучик, Карел Пруха, Ян Тругларж, Бедржих Єзбера, Вацлав Горак, Бедржих Вацек, Войтех Брадач, Властиміл Копецький, Рудольф Витлачіл, тренер: Ян Райхардт |                                        |            |                      |                                                             |  |

| 1/8 фіналу 21 червня 1936 | Адміра (Відень) | 0:4        | Простейов                  | Відень                                                        |  |
| 16:30 CET |                 | (протокол) | Дрозд 7' 78' 85' Дуфек 48' | Стадіон: Пратерштадіон Глядачі: 23 000 Суддя: Камілло Кайроні |  |
| Адміра: Петер Пляцер, Роберт Павлічек, Вільгельм Людвіг, Йоганн Урбанек, Карл Гуменбергер, Зігфрід Йокш, Леопольд Фогль, Вільгельм Ганеманн, Карл Штойбер, Йозеф Біцан, Адольф Фогль, тренер: Віктор Гірлендер Простейов: Франтішек Шрам, Йозеф Сухий, Вілем Лугр, Вацлав Боушка, Йозеф Штробль, Олдржих Квапіль, Леопольд Генчль, Ладислав Чулик, Ян Мелька, Рудольф Дрозд, Антонін Дуфек, тренер: Рудольф Крженек |                 |            |                            |                                                               |  |

| 1/8 фіналу 21 червня 1936 | Жиденіце            | 2:3        | Амброзіана-Інтер         | Брно                                                    |  |
| | Непала 60' Гесс 73' | (протокол) | Меацца 7' 77' Фроссі 40' | Стадіон: На рибничку Глядачі: 19 000 Суддя: Ференц Клуг |  |
| Жиденіце: Карел Буркерт, Йозеф Недер, Карел Черний, Йозеф Смолка, Штефан Поспіхал, Франтішек Новак, Франтішек Штерц, Карел Непала, Вацлав Пруша, Карел Гесс, Олдржих Рульц, тренер: Антонін Царван Амброзіана-Інтер: Джузеппе Перукетті, Джузеппе Баллеріо, Ернесто Маскероні, Валентіно Сала, Еджидіо Туркі, Уго Локателлі, Аннібале Фроссі, Аттіліо Демарія, Джузеппе Меацца, Джованні Феррарі, П'єтро Ферраріс |                     |            |                          |                                                         |  |

| 1/8 фіналу 21 червня 1936 | Торіно                  | 2:0        | Уйпешт | Турин                                                |  |
| 15:30 CET | Бускалья 30' Сілано 51' | (протокол) |        | Стадіон: Філадельфія Глядачі: 12 000 Суддя: Ян Бізик |  |
| Торіно: Джузеппе Майна, Луїджі Брунелла, Освальдо Ферріні, Філіппо Прато, Антоніо Янні, Чезаре Галлеа, Маріо Бо, Фіораванте Бальді, Ремо Галлі, П'єтро Бускалья, Онесто Сілано, тренер Тоні Карньєллі Уйпешт: Дьордь Горі, Дьюла Футо, Ласло Штернберг, Дьюла Шереш, Дьордь Сюч, Анталь Салаї, Ференц Пустаї, Єне Вінце, Ліпот Каллаї, Іштван Балог, Геза Кочиш, тренер Бела Яноші. |                         |            |        |                                                      |  |

| 1/8 фіналу 21 червня 1936 | Болонья              | 2:1        | Аустрія (Відень)  | Болонья                                               |  |
| | Маїні 7' Ск'явіо 22' | (протокол) | Фіртль 72' (пен.) | Стадіон: Літторале Глядачі: 13 000 Суддя: Юліус Брюль |  |
| Болонья: Маріо Джанні, Діно Фйоріні, Феліче Гаспері, Маріо Монтесанто, Мікеле Андреоло, Джордано Корсі, Бруно Маїні, Рафаель Сансоне, Анджело Ск'явіо (к), Франсиско Федулло, Карло Регуццоні, тренер: Арпад Вейс Аустрія: Рудольф Церер, Карл Андріц, Карл Сеста, Карл Адамек, Ганс Мок, Вальтер Науш (к), Франц Ріглер, Йозеф Штро, Маттіас Сінделар, Камілло Єрусалем, Рудольф Фіртль, тренер: Вальтер Науш |                      |            |                   |                                                       |  |

| 1/8 фіналу 21 червня 1936 | Рапід (Відень)            | 3:1        | Рома             | Відень                                                          |  |
| 18:00 CET | Пробст 21' Біндер 30' 63' | (протокол) | Ді Бенедетті 58' | Стадіон: Пратерштадіон Глядачі: 23 000 Суддя: Ференц Майорський |  |
| Рапід: Рудольф Рафтль, Карл Єстраб, Людвіг Таушек, Франц Смістик, Йозеф Смістик (к), Штефан Скоумаль, Йоганн Остерманн, Йоганн Майстер, Франц Біндер, Вальтер Пробст, Лукас Ауреднік, тренер: Едуард Бауер Рома: Джованні Дзукка, Еральдо Мондзельйо, Луїджі Аллеманді, Ернесто Томазі, Фульвіо Бернардіні (к), Андреа Гадальді, Ренато Каттанео, П'єтро Серантоні, Данте Ді Бенедетті, Отелло Субінагі, Доменіко Д'Альберто, тренер: Луїджі Барбезіно |                           |            |                  |                                                                 |  |

### Матчі-відповіді
| 1/8 фіналу 26 червня 1936 | Славія (Прага)                                 | 4:0        | Ференцварош | Прага                                            |  |
| | Вацек 11' Копецький 13' Витлачил 83' Горак 87' | (протокол) |             | Стадіон: Летна Глядачі: 25 000 Суддя: Адольф Міс |  |
| Славія: Франтішек Планічка, Адольф Фіала, Фердинанд Даучик, Антонін Водічка, Ян Тругларж, Карел Пруха, Вацлав Горак, Бедржих Вацек, Войтех Брадач, Властиміл Копецький, Рудольф Витлачіл, тренер: Ян Райхардт Ференцварош: Йожеф Хада, Лайош Кораньї, Ласло Папп, Бела Поша, Дьюла Польгар, Дьюла Лазар, Міхай Танкош, Дьюла Кішш, Дьордь Шароші, Геза Тольді, Тібор Кемень, тренер Золтан Блум |                                                |            |             |                                                  |  |

| 1/8 фіналу 27 червня 1936 | Фебуш                           | 4:2        | Спарта (Прага)         | Будапешт                                                           |  |
| | Сікар 28' 87' Бекі 37' Сабо 76' | (протокол) | Заїчек 49' Неєдлий 89' | Стадіон: Берліні утцаї пая Глядачі: 15 000 Суддя: Франческо Маттеа |  |
| Фебуш: Дьюла Чікош, Гергей Вебер, Єне Фекете, Ференц Боршаньї, Шандор Медьєрі, Йожеф Петер, Берталан Бекі, Єне Сікар, Йожеф Шольті, Андраш Тураї, Габор Сабо, тренер: Лайош Баняї Спарта: Богумил Кленовець, Ярослав Бургр, Йозеф Чтиржокий, Йозеф Коштялек, Ярослав Боучек, Еріх Србек, Фердинанд Фацінек, Олдржих Заїчек, Раймон Брен, Олдржих Неєдлий, Геза Калочаї, Франтішек Седлачек |                                 |            |                        |                                                                    |  |

| 1/8 фіналу 28 червня 1936 | Простейов                       | 2:3        | Адміра (Відень)                                                                   | Простейов                                                 |  |
| 17:45 CET | Чулик 13' Штробль 67' Дуфек 89' | (протокол) | Ганеманн 2' Біцан 10' 70' 82' Л.Фогль 41' Урбанек 79' Гуменбергер 80' Штойбер 81' | Стадіон: Простейов Глядачі: 10 000 Суддя: Паль фон Герцка |  |
| Простейов: Франтішек Шрам, Йозеф Сухий, Вілем Лугр, Вацлав Боушка, Йозеф Штробль, Олдржих Квапіль, Леопольд Генчль, Ладислав Чулик, Ян Мелька, Рудольф Дрозд, Антонін Дуфек, тренер: Рудольф Крженек Адміра: Петер Пляцер, Вільгельм Людвіг, Отто Маришка, Йоганн Урбанек, Карл Гуменбергер, Зігфрід Йокш, Леопольд Фогль, Вільгельм Ганеманн, Карл Штойбер, Йозеф Біцан, Адольф Фогль, тренер: Віктор Гірлендер |                                 |            |                                                                                   |                                                           |  |

| 1/8 фіналу 28 червня 1936 | Уйпешт                                                         | 5:0        | Торіно                 | Будапешт                                                 |  |
| 15:30 CET | Кочиш 14' (пен.) Вінце 55' 84' Пустаї 67' Женгеллер 81' (пен.) | (протокол) | Ферріни 81' Бальді 83' | Стадіон: Медьєрі ут Глядачі: 10 000 Суддя: Бруно Пфюцнер |  |
| Уйпешт: Дьордь Горі, Дьюла Футо, Ласло Штернберг, Дьюла Шереш, Дьордь Сюч, Анталь Салаї, Ференц Пустаї, Єне Вінце, Ліпот Каллаї, Дьюла Женгеллер, Геза Кочиш, тренер Бела Яноші. Торіно: Джузеппе Майна, Луїджі Брунелла, Освальдо Ферріні, Філіппо Прато, Антоніо Янні, Чезаре Галлеа, Маріо Бо, Фіораванте Бальді, Ремо Галлі, П'єтро Бускалья, Онесто Сілано, тренер Тоні Карньєллі. |                                                                |            |                        |                                                          |  |

| 1/8 фіналу 28 червня 1936 | Аустрія (Відень)                       | 4:0        | Болонья | Відень                                                      |  |
| 17:30 CET | Ерусалем 12' 90' Штро 30' Сінделар 86' | (протокол) |         | Стадіон: Пратерштадіон Глядачі: 32 000 Суддя: Міхай Іванчич |  |
| Аустрія: Рудольф Церер, Карл Андріц, Карл Сеста, Карл Адамек, Ганс Мок, Вальтер Науш (к), Франц Ріглер, Йозеф Штро, Маттіас Сінделар, Камілло Єрусалем, Рудольф Фіртль, тренер: Вальтер Науш Болонья: Маріо Джанні, Діно Фйоріні, Феліче Гаспері (к), Маріо Монтесанто, Мікеле Андреоло, Альдо Донаті, Бруно Маїні, Амедео Б'яваті, Рафаель Сансоне, Франсиско Федулло, Карло Регуццоні, тренер: Арпад Вейс |                                        |            |         |                                                             |  |

| 1/8 фіналу 28 червня 1936 | Рома                                                          | 5:1        | Рапід (Відень) | Рим                                                              |  |
| | Серантоні 6' 35' Таушек 21' (аг.) Д'Альберто 43' Субінагі 50' | (протокол) | Біндер 88'     | Стадіон: Кампо Тестаччо Глядачі: 10 000 Суддя: Вілльям Бангертер |  |
| Рома: Аркімеде Нарді, Еральдо Мондзельйо, Андреа Гадальді, Еварісто Фрізоні, Фульвіо Бернардіні, Ернесто Томазі, Ренато Каттанео, П'єтро Серантоні, Данте Ді Бенедетті (к), Отелло Субінагі, Доменіко Д'Альберто, тренер: Луїджі Барбезіно Рапід: Рудольф Рафтль, Карл Єстраб, Людвіг Таушек, Франц Смістик, Йозеф Смістик (к), Штефан Скоумаль, Йоганн Остерманн, Йоганн Майстер, Франц Біндер, Вальтер Пробст, Лукас Ауреднік, тренер: Едуард Бауер |                                                               |            |                |                                                                  |  |

| 1/8 фіналу 28 червня 1936 | Ферст Вієнна                       | 5:1        | Хунгарія   | Відень                                                       |  |
| 16:00 CET | Гшвайдль 3' Поллак 49' 76' 88' 90' | (протокол) | Мюллер 59' | Стадіон: Пратерштадіон Глядачі: 32 000 Суддя: Карл Вундерлін |  |
| Вієнна: Віктор Гавлічек, Карл Райнер, Віллібальд Шмаус, Отто Каллер, Леопольд Гофманн, Леонард Маху, Йозеф Мольцер, Фрідріх Гшвайдль, Ріхард Фішер, Густав Поллак, Франц Ердль, тренер: Фрідріх Гшвайдль Хунгарія: Анталь Сабо, Карой Кіш, Шандор Біро, Габор Кішш, Йожеф Турай, Густав Шебеш, Ференц Шаш, Гайнріх Мюллер, Ласло Чех, Янош Дудаш, Паль Тіткош, тренер: Імре Шенкей |                                    |            |            |                                                              |  |

| 1/8 фіналу 29 червня 1936 | Амброзіана-Інтер                                            | 8:1        | Жиденіце | Мілан                                                      |  |
| | Меацца 2' 28' 61' 80' 84' Демарія 3' Фроссі 32' Феррарі 65' | (протокол) | Гесс 90' | Стадіон: Арена Чівіка Глядачі: 15 000 Суддя: Алоїс Беранек |  |
| Амброзіана-Інтер: Джузеппе Перукетті, Джузеппе Баллеріо, Ернесто Маскероні, Валентіно Сала, Еджидіо Туркі, Уго Локателлі, Аннібале Фроссі, Аттіліо Демарія, Джузеппе Меацца, Джованні Феррарі, П'єтро Ферраріс, тренер: Дьюла Фельдманн Збройовка: Карел Буркерт, Йозеф Недер, Карел Черний, Антонін Суханек, Штефан Поспіхал, Йозеф Смолка, Франтішек Штерц, Карел Непала, Вацлав Пруша, Карел Гесс, Олдржих Рульц, тренер: Антонін Царван |                                                             |            |          |                                                            |  |

## Чвертьфінали
| Команда 1        | Заг. | Команда 2        | 1-й матч | 2-й матч |
| ---------------- | ---- | ---------------- | -------- | -------- |
| Спарта (Прага)   | 4:1  | Рома             | 3:0      | 1:1      |
| Простейов        | 0:3  | Уйпешт           | 0:1      | 0:2      |
| Ферст (Відень)   | 3:4  | Амброзіана-Інтер | 2:0      | 1:4      |
| Аустрія (Відень) | 3:1  | Славія (Прага)   | 3:0      | 0:1      |

### Перші матчі
| 1/4 фіналу 4 липня 1936 | Спарта (Прага)                     | 3:0        | Рома | Прага                                               |  |
| | Заїчек 20' Фацінек 44' Неєдлий 69' | (протокол) |      | Стадіон: Летна Глядачі: 19 000 Суддя: Міхай Іванчич |  |
| Спарта: Богумил Кленовець, Йозеф Коштялек (к), Йозеф Чтиржокий, Людовіт Радо, Ярослав Боучек, Еріх Србек, Фердинанд Фацінек, Олдржих Заїчек, Раймон Брен, Олдржих Неєдлий, Геза Калочаї, тренер: Франтішек Седлачек Рома: Аркімеде Нарді, Еральдо Мондзельйо, Андреа Гадальді, Еварісто Фрізоні, Фульвіо Бернардіні (к), Ернесто Томазі, Ренато Каттанео, П'єтро Серантоні, Данте Ді Бенедетті, Отелло Субінагі, Доменіко Д'Альберто, тренер: Луїджі Барбезіно |                                    |            |      |                                                     |  |

| 1/4 фіналу 5 липня 1936 | Ферст Вієнна               | 2:0        | Амброзіана-Інтер | Відень                                                       |  |
| 16:00 CET | Маху 33' (пен.) Поллак 38' | (протокол) |                  | Стадіон: Пратерштадіон Глядачі: 37 000 Суддя: Августин Кріст |  |
| Вієнна: Віктор Гавлічек, Карл Райнер, Віллібальд Шмаус, Отто Каллер, Леопольд Гофманн, Леонард Маху, Йозеф Мольцер, Фрідріх Гшвайдль, Ріхард Фішер, Густав Поллак, Франц Ердль, тренер: Фрідріх Гшвайдль Амброзіона-Інтер: Джузеппе Перукетті, Джузеппе Баллеріо, Ернесто Маскероні, Валентіно Сала, Еджидіо Туркі, Уго Локателлі, Аннібале Фроссі, Аттіліо Демарія, Джузеппе Меацца, Джованні Феррарі, П'єтро Ферраріс, тренер: Дьюла Фельдманн |                            |            |                  |                                                              |  |

| 1/4 фіналу 5 липня 1936 | Простеев | 0:1        | Уйпешт        | Простейов                                                  |  |
| |          | (протокол) | Женгеллер 55' | Стадіон: Простейов Глядачі: 7000 Суддя: Ріналдо Барлассіна |  |
| Простейов: Франтішек Шрам, Йозеф Сухий, Вілем Лугр, Вацлав Боушка, Йозеф Штробль, Олдржих Квапіль, Леопольд Генчл, Алоїс Сепер, Ян Мелька, Рудольф Дрозд, Антонін Дуфек, тренер: Рудольф Крженек Уйпешт: Дьордь Горі, Дьюла Футо, Ласло Штернберг, Дьюла Шереш, Дьордь Сюч, Анталь Салаї, Ференц Пустаї, Єне Вінце, Ліпот Каллаї, Дьюла Женгеллер, Геза Кочиш, тренер: Бела Яноші |          |            |               |                                                            |  |

| 1/4 фіналу 5 липня 1936 | Аустрія (Відень)                 | 3:0        | Славія (Прага) | Відень                                                        |  |
| 17:30 CET | Ріглер 61' Штро 68' Єрусалем 84' | (протокол) |                | Стадіон: Пратерштадіон Глядачі: 37 000 Суддя: Ференц Майорскі |  |
| Аустрія: Рудольф Церер, Карл Андріц, Карл Сеста, Карл Адамек, Ганс Мок, Вальтер Науш, Франц Ріглер, Йозеф Штро, Маттіас Сінделар, Камілло Єрусалем, Рудольф Фіртль, тренер: Вальтер Науш Славія: Франтішек Планічка, Адольф Фіала, Фердинанд Даучик, Антонін Водічка, Карел Пруха, Йозеф Тругларж, Вацлав Горак, Бедржих Вацек, Войтех Брадач, Властиміл Копецький, Рудольф Витлачіл, тренер: Ян Райхардт |                                  |            |                |                                                               |  |

### Матчі-відповіді
| 1/4 фіналу 12 липня 1936 | Рома            | 1:1        | Спарта (Прага) | Рим                                                       |  |
| | Ді Бенедетті 1' | (протокол) | Фацінек 2'     | Стадіон: Кампо Тестаччо Глядачі: 12 000 Суддя: Адольф Міс |  |
| Рома: Гвідо Мазетті, Еральдо Мондзельйо, Луїджі Аллеманді, Еварісто Фрізоні, Фульвіо Бернардіні (к), Ернесто Томазі, Ренато Каттанео, П'єтро Серантоні, Данте Ді Бенедетті, Отелло Субінагі, Доменіко Д'Альберто, тренер: Луїджі Барбезіно Спарта: Богумил Кленовець, Йозеф Коштялек (к), Йозеф Чтиржокий, Людовіт Радо, Ярослав Боучек, Еріх Србек, Фердинанд Фацінек, Олдржих Заїчек, Раймон Брен, Олдржих Неєдлий, Геза Калочаї, тренер: Франтішек Седлачек |                 |            |                |                                                           |  |

| 1/4 фіналу 12 липня 1936 | Амброзіана-Інтер                              | 4:1        | Ферст Вієнна | Мілан                                                    |  |
| | Меацца 9' Ферраріс 46' 65' Демарія 83' (пен.) | (протокол) | Голек 38'    | Стадіон: Арена Чівіка Глядачі: 15 000 Суддя: Ференц Клуг |  |
| Амброзіана-Інтер: Джузеппе Перукетті, Джузеппе Баллеріо, Ернесто Маскероні, Валентіно Сала, Еджидіо Туркі, Уго Локателлі, Аннібале Фроссі, Аттіліо Демарія, Джузеппе Меацца, Джованні Феррарі, П'єтро Ферраріс, тренер: Дьюла Фельдманн Вієнна: Віктор Гавлічек, Карл Райнер, Віллібальд Шмаус, Отто Каллер, Леопольд Гофманн, Леонард Маху, Йозеф Мольцер, Фрідріх Гшвайдль, Франц Ердль, Густав Поллак, Вільгельм Голек, тренер: Фрідріх Гшвайдль |                                               |            |              |                                                          |  |

| 1/4 фіналу 12 липня 1936 | Уйпешт               | 2:0        | Простейов | Будапешт                                                     |  |
| | Кочиш 25' Каллаї 27' | (протокол) |           | Стадіон: Медьєрі ут Глядачі: 12 000 Суддя: Ганс Франкенштайн |  |
| Уйпешт: Дьордь Горі, Дьюла Футо, Ласло Штернберг, Дьюла Шереш, Дьордь Сюч, Анталь Салаї, Ференц Пустаї, Єне Вінце, Ліпот Каллаї, Дьюла Женгеллер, Геза Кочиш, тренер: Бела Яноші Простейов: Франтішек Шрам, Йозеф Сухий, Вілем Лугр, Вацлав Боушка, Йозеф Штробль, Олдржих Квапіл, Леопольд Генчл, Ладислав Чулик, Ян Мелька, Рудольф Дрозд, Антонін Дуфек, тренер: Рудольф Крженек |                      |            |           |                                                              |  |

| 1/4 фіналу 13 липня 1936 | Славія (Прага) | 1:0        | Аустрія (Відень) | Прага                                                   |  |
| 18:15 CET | Вацек 66'      | (протокол) | Адамек 76'       | Стадіон: Летна Глядачі: 26 000 Суддя: Раффаеле Скорцоні |  |
| Славія: Франтішек Планічка, Адольф Фіала, Фердинанд Даучик, Карел Пруха, Йозеф Тругларж, Рудольф Крчил, Вацлав Горак, Бедржих Вацек, Войтех Брадач, Властиміл Копецький, Рудольф Витлачіл, тренер: Ян Рейхардт Аустрія: Рудольф Церер, Карл Андріц, Карл Сеста, Карл Адамек, Ганс Мок, Вальтер Науш, Франц Ріглер, Йозеф Штро, Маттіас Сінделар, Камілло Єрусалем, Рудольф Фіртль, тренер: Вальтер Науш |                |            |                  |                                                         |  |

## Півфінали
| Команда 1        | Заг. | Команда 2        | 1-й матч | 2-й матч |
| ---------------- | ---- | ---------------- | -------- | -------- |
| Уйпешт           | 3:7  | Аустрія (Відень) | 1:2      | 2:5      |
| Амброзіана-Інтер | 5:8  | Спарта (Прага)   | 3:5      | 2:3      |

### Перші матчі
| 1/2 фіналу 19 липня 1936 | Уйпешт    | 1:2        | Аустрія (Відень)    | Будапешт                                                      |  |
| 17:30 CET | Каллаї 5' | (протокол) | Штро 65' Фіртль 81' | Стадіон: Медьєрі ут Глядачі: 12 000 Суддя: Ріналдо Барлассіна |  |
| Уйпешт: Дьордь Горі, Дьюла Футо, Ласло Штернберг, Дьюла Шереш, Дьордь Сюч, Анталь Салаї, Ференц Пустаї, Єне Вінце, Ліпот Каллаї, Дьюла Женгеллер, Геза Кочиш, тренер: Бела Яноші Аустрія: Рудольф Церер, Карл Андріц, Карл Сеста, Карл Адамек, Ганс Мок, Вальтер Науш, Франц Ріглер, Йозеф Штро, Маттіас Сінделар, Камілло Єрусалем, Рудольф Фіртль, тренер: Вальтер Науш |           |            |                     |                                                               |  |

| 1/2 фіналу 19 липня 1936 | Амброзіана-Інтер                    | 3:5        | Спарта (Прага)                                          | Мілан                                                   |  |
| | Феррарі 15' Меацца 31' Ферраріс 35' | (протокол) | Маскероні 9' (авт.) Брен 12' 72' Неєдлий 40' Заїчек 80' | Стадіон: Арена Чівіка Глядачі: 19 000 Суддя: Адольф Міс |  |
| Амрозіана-Інтер: Джузеппе Перукетті, Джузеппе Баллеріо, Ернесто Маскероні, Валентіно Сала, Еджидіо Туркі, Уго Локателлі, Аннібале Фроссі, Аттіліо Демарія, Джузеппе Меацца, Джованні Феррарі, П'єтро Ферраріс, тренер: Дьюла Фельдманн Спарта: Богумил Кленовець, Йозеф Коштялек, Йозеф Чтиржокий, Людовіт Радо, Ярослав Боучек, Еріх Србек, Фердинанд Фацінек, Олдржих Заїчек, Раймон Брен, Олдржих Неєдлий, Геза Калочаї, тренер: Франтішек Седлачек |                                     |            |                                                         |                                                         |  |

### Матчі-відповіді
| 1/2 фіналу 26 липня 1936 | Аустрія (Відень)                           | 5:2        | Уйпешт           | Відень                                                       |  |
| 17:45 CET | Єрусалем 38' 56' Сінделар 52' 65' Штро 68' | (протокол) | Женгеллер 9' 49' | Стадіон: Пратерштадіон Глядачі: 36 000 Суддя: Августин Кріст |  |
| Аустрія: Рудольф Церер, Карл Андріц, Карл Сеста, Карл Адамек, Ганс Мок, Вальтер Науш, Франц Ріглер, Йозеф Штро, Маттіас Сінделар, Камілло Єрусалем, Рудольф Фіртль, тренер: Вальтер Науш Уйпешт: Дьордь Горі, Дьюла Футо, Ласло Штернберг, Дьюла Шереш, Дьордь Сюч, Анталь Салаї, Ференц Пустаї, Єне Вінце, Ліпот Каллаї, Дьюла Женгеллер, Геза Кочиш, тренер: Бела Яноші |                                            |            |                  |                                                              |  |

| 1/2 фіналу 26 липня 1936 | Спарта (Прага)                | 3:2        | Амброзіана-Інтер      | Прага                                               |  |
| 17:30 CET | Брен 8' 83' Заїчек 58' (пен.) | (протокол) | Меацца 15' Фроссі 74' | Стадіон: Летна Глядачі: 36 000 Суддя: Алоїс Беранек |  |
| Спарта: Богумил Кленовець, Йозеф Коштялек, Йозеф Чтиржокий, Людовіт Радо, Ярослав Боучек, Еріх Србек, Фердинанд Фацінек, Олдржих Заїчек, Раймон Брен, Олдржих Неєдлий, Геза Калочаї, тренер: Франтішек Седлачек Амброзіана-Інтер: Джузеппе Перукетті, Джузеппе Баллеріо, Ернесто Маскероні, П'єтро Антона, Еджидіо Туркі, Уго Локателлі, Аннібале Фроссі, Джузеппе Меацца, Джованні Феррарі, П'єтро Ферраріс, Еліджо Веккі, тренер: Дьюла Фельдманн |                               |            |                       |                                                     |  |

## Фінал
| Команда 1        | Заг. | Команда 2      | 1-й матч | 2-й матч |
| ---------------- | ---- | -------------- | -------- | -------- |
| Аустрія (Відень) | 1:0  | Спарта (Прага) | 0:0      | 1:0      |

### Перший фінальний матч
| 6 вересня 1936 16:50 CET |

| «Аустрія» (Відень) | 0:0        | «Спарт»а (Прага) |
| ------------------ | ---------- | ---------------- |
|                    | (протокол) |                  |

| Пратерштадион, Відень Глядачів: 41 600 Арбітр: Джузеппе Скарпі |

|                                           |    |                  |  |
|                                           |    |                  |  |
| ВР                                        | 1  | Рудольф Церер    |  |
| ЗХ                                        | 2  | Карл Андріц      |  |
| ЗХ                                        | 3  | Карл Сеста       |  |
| ПЗ                                        | 4  | Карл Адамек      |  |
| ПЗ                                        | 5  | Ганс Мок         |  |
| ПЗ                                        | 6  | Вальтер Науш     |  |
| НП                                        | 7  | Франц Ріглер     |  |
| НП                                        | 8  | Йозеф Штро       |  |
| НП                                        | 9  | Маттіас Сінделар |  |
| НП                                        | 10 | Камілло Єрусалем |  |
| НП                                        | 11 | Рудольф Фіртль   |  |
| Тренери:                                  |    |                  |  |
| Роберт Ланг Маттіас Сінделар Вальтер Науш |    |                  |  |

|                    |    |                   |  |
|                    |    |                   |  |
| ВР                 | 1  | Богуміл Кленовець |  |
| ЗХ                 | 2  | Ярослав Бургр     |  |
| ЗХ                 | 3  | Йозеф Чтиржокий   |  |
| ПЗ                 | 4  | Йозеф Коштялек    |  |
| ПЗ                 | 5  | Ярослав Боучек    |  |
| ПЗ                 | 6  | Людовіт Радо      |  |
| НП                 | 7  | Фердінанд Фацінек |  |
| НП                 | 8  | Олдржих Заїчек    |  |
| НП                 | 9  | Раймон Брен       |  |
| НП                 | 10 | Олдржих Неєдлий   |  |
| НП                 | 11 | Геза Калочаї      |  |
| Головний тренер:   |    |                   |  |
| Франтішек Седлачек |    |                   |  |

### Другий фінальний матч
| 13 вересня 1936 16:00 CET |

| Спарта (Прага) | 0:1        | Аустрія (Відень)     |
| -------------- | ---------- | -------------------- |
|                | (протокол) | Камілло Єрусалем 67' |

| Страговський стадіон, Прага Глядачів: 58 000 Арбітр: Рінальдо Барлассіна |

|                    |    |                   |  |
|                    |    |                   |  |
| ВР                 | 1  | Богуміл Кленовець |  |
| ЗХ                 | 2  | Ярослав Бургр     |  |
| ЗХ                 | 3  | Йозеф Чтиржокий   |  |
| ПЗ                 | 4  | Йозеф Коштялек    |  |
| ПЗ                 | 5  | Ярослав Боучек    |  |
| ПЗ                 | 6  | Людовіт Радо      |  |
| НП                 | 7  | Фердінанд Фацінек |  |
| НП                 | 8  | Олдржих Заїчек    |  |
| НП                 | 9  | Раймон Брен       |  |
| НП                 | 10 | Олдржих Неєдлий   |  |
| НП                 | 11 | Геза Калочаї      |  |
| Головний тренер:   |    |                   |  |
| Франтішек Седлачек |    |                   |  |

|                                           |    |                  |  |
|                                           |    |                  |  |
| ВР                                        | 1  | Рудольф Церер    |  |
| ЗХ                                        | 2  | Карл Андріц      |  |
| ЗХ                                        | 3  | Карл Сеста       |  |
| ПЗ                                        | 4  | Карл Адамек      |  |
| ПЗ                                        | 5  | Ганс Мок         |  |
| ПЗ                                        | 6  | Вальтер Науш     |  |
| НП                                        | 7  | Франц Ріглер     |  |
| НП                                        | 8  | Йозеф Штро       |  |
| НП                                        | 9  | Маттіас Сінделар |  |
| НП                                        | 10 | Камілло Єрусалем |  |
| НП                                        | 11 | Рудольф Фіртль   |  |
| Тренери:                                  |    |                  |  |
| Роберт Ланг Маттіас Сінделар Вальтер Науш |    |                  |  |

| № | Гравець          | Команда          | Голи |
| - | ---------------- | ---------------- | ---- |
| 1 | Джузеппе Меацца  | Амброзіана-Інтер | 10   |
| 2 | Камілло Єрусалем | Аустрія (Відень) | 7    |
| 3 | Олдржих Неєдлий  | Спарта (Прага)   | 6    |
| 4 | Густав Поллак    | Ферст Вієнна     | 5    |
| = | Олдржих Заїчек   | Спарта (Прага)   | 5    |
| = | Йозеф Штро       | Аустрія (Відень) | 5    |
| 7 | Дьордь Шароші    | Ференцварош      | 4    |
| = | П'єтро Бускалья  | Торіно           | 4    |
| = | Габор Сабо       | Фебуш (Будапешт) | 4    |
| = | Дьюла Женгеллер  | Уйпешт           | 4    |
| = | Раймон Брен      | Спарта (Прага)   | 4    |
| = | Маттіас Сінделар | Аустрія (Відень) | 4    |
| = | Рудольф Дрозд    | Простейов        | 4    |